# 山崎智史
山崎 智史（やまざき さとし、2007年2月15日 - ）は、日本の男性俳優、声優。東京都出身。劇団ひまわり所属。

## 出演作品

### テレビドラマ
- アスコーマーチ!〜県立明日香工業高校行進曲〜（2011年、『パパは小学五年生!?』の共演者）
- カエルの王女さま（2012年）
- 十津川捜査班（2012年、渡辺元気）
- Oh,My Dad!!（2013年）
- 特攻事務員ミノワ（2013年、秋野直人）
- 二十四の瞳（2013年、相沢仁太〈1年生〉）
- 八重の桜（2013年、山本三郎〈幼少時代〉）
- 足尾から来た女（2014年）
- 医龍4（2014年、山城蓮）
- さよなら私（2014年）
- ふなっしー探偵（2016年）
- 眩〜北斎の娘〜（2017年）
- ひよっこ（2017年）

### 映画
- 陽だまりの彼女（2013年）

### テレビアニメ
- 刻刻（2018年、間島洋介）
- 美男高校地球防衛部HAPPY KISS!（2018年、修善寺鏡太郎〈幼少期〉）
- 東京喰種:re（2018年、月山習〈幼少期〉）

### 劇場アニメ
- 思い出のマーニー（2014年）
- 風の又三郎（2016年、孝一）
- きみと、波にのれたら（2019年、雛罌粟港〈少年時代〉）
- この世界の(さらにいくつもの)片隅に（2019年）

### webアニメ
- DEVILMAN crybaby（2018年、不動明〈子供時代〉）

### ゲーム
- レゴ インクレディブル・ファミリー（2018年、ダッシュ・パー）
- ファイナルファンタジーVII リメイク（2020年、モグヤ / モギー）

### 吹き替え

#### 映画（吹き替え）
- ELI/イーライ（イーライ〈チャーリー・ショットウェル〉）
- オールド（トレント〈11歳〉〈ルカ・ファウスティーノ・ロドリゲス〉[3]）
- グッバイ・クリストファー・ロビン（子供時代のクリストファー・ロビン・ミルン〈ウィル・ティルストン〉）
- ジョジョ・ラビット（ヨハネス・"ジョジョ"・ベッツラー〈ローマン・グリフィン・デイヴィス〉）
- スター・ウォーズ/最後のジェダイ
- スペース・プレイヤーズ（ドミニク・“ドム”・ジェームズ〈セドリック・ジョー〉[4]）
- セイフティ 最高の兄弟（フェイマール 〈タデウス・J・ミクソン〉）
- ピーター・パン&ウェンディ（ピーター・パン〈アレクサンダー・モロニー〉[5]）
- ブラックアダム（アモン・トマズ〈ボディ・サボンギ〉[6]）
- マリッジ・ストーリー（ヘンリー〈アジー・ロバートソン〉）※Netflix版
- 名探偵ティミー（ロロ・トゥカス〈ケイ〉）
- LION/ライオン 〜25年目のただいま〜（幼少期のサルー・ブライアリー〈サニー・パワール〉）

#### ドラマ
- チーム・ケイリー
- ワンダー 君は太陽（ジュリアン〈ブライス・ガイザー〉）

#### アニメ
- くもりときどきミートボール2 フード・アニマル誕生の秘密（2013年）
- ファインディング・ドリー（2016年、ハッチ）
- インクレディブル・ファミリー（2018年、ダッシュ・パー）
- サマーキャンプ・アイランド（2019年、オスカー）
- アングリーバード2（2020年、ジェイ）

### CM
- 味の素「Cook Doきょうの大皿シリーズ」

### ラジオ
- 飛べ!昆布ステップジャンプ
- 特集オーディオドラマ「鐘を鳴らす子供たち」（2021年8月14日・21日、NHK-FM） - 良仁 役
- 青春アドベンチャー「火星ダーク・バラード」（2024年2月12日 - 23日、NHK-FM）[7]